# Tits & Ass
Tits & Ass, alternativt T&A, är en musikstudio i Halmstad som drivs av Gyllene Tider-gitarristen Mats "MP" Persson. Tits & Ass Studio är mest känd för att Per Gessle brukar spela in sina demos där, men Persson har även producerat många andra kända artister i denna studio.[källa behövs]